# Scott Cohen
Scott E. Cohen (ur. 19 grudnia 1961 w Bronksie w Nowym Jorku) – amerykański aktor telewizyjny i filmowy pochodzenia żydowskiego.

## Życiorys
Urodził się 19 grudnia 1961 w dzielnicy Bronx w Nowym Jorku jako syn Leatrice, pedagoga w gimnazjum Leatrice, i wokalisty jazzowego Jacka Cohena. Początkowo poczuł pociąg do muzyki. W młodości grał na pianinie, uczęszczał też na Uniwersytet Stanowy przy New Paltz w Nowym Jorku, gdzie lekcja klaunów dała mu pierwszy impuls do kariery aktorskiej. Po ukończeniu szkoły Cohen pracował między innymi jako nauczyciel na zastępstwie, kelner, asystent fotografa, goniec czy demonstrator zabawek.
W roku 1990 otrzymał pierwszą rolę lekarza w filmie Drabina Jakubowa. Został zauważony w wielu innych rolach kinowych i telewizyjnych, w tym Gia (1998) z Angeliną Jolie, Prawo i bezprawie jako detektyw Chris Ravelle, Kochane kłopoty, Prawo i porządek: Zbrodniczy zamiar czy miniserialu NBC Dziesiąte królestwo.
W 1989 roku ożenił się z Anastasią Trainą. Mają syna Liama (ur. 1995).

## Filmografia
- 1990: Drabina Jakubowa jako rezydujący lekarz
- 1992: Królowie mambo (Bernardito)
- 1993–2005: Nowojorscy gliniarze (gościnnie – Eddie Reyna)
- 1994–1998: Ulice Nowego Jorku (gościnnie – Petrello)
- 1995: Współlokatorzy (Stażysta)
- 1995: Więzy krwi (Matt Martin)
- 1995: New York News (gościnnie – Greg Wilson)
- 1996: Gotti (Gene Gotti)
- 1996: Zastępcza matka (Michael Miller)
- 1996: Ripper (Jake Quinlan)
- 1996: Wibracje (Simeon)
- 1996–1998: F/X: The Series (Michael)
- 1997: Braterski pocałunek (Rapist)
- 1997: Camp Stories (Schnair)
- 1997: Skok w miłość (Derick)
- 1997–2004: Kancelaria adwokacka (gościnnie – adwokat Mitch Wheeler)
- 1997–2003: Oz (gościnnie – agent Jeremy Goldstein)
- 1997: Feds (gościnnie – Rod Nesbitt)
- 1998: Aby lepiej żyć (Larry)
- 1998: Gia (Mike Mansfield)
- 1999: Krzywym okiem (Melville)
- 2000: King of the Jungle (oficer Norman Turner)
- 2000: Milczący świadek Silent Witness (Soriano)
- 2000: Doskonała zbrodnia w doskonałym mieście (Steve Thomas)
- 2000: Dziesiąte królestwo (Wolf)
- 2000–2007: Kochane kłopoty (Max Medina)
- 2001: Całując Jessikę Stein (Josh Myers)
- 2001: Kiss My Act (Michael True)
- 2002: Bez śladu (gościnnie – Bernie Scoggins)
- 2002−2003: Życie ulicy (James Liberti)
- 2004: The Men’s Room (Charlie)
- 2004: Miłosne domino (Dave)
- 2005: The Circle
- 2005: Wzór (gościnnie – James Grace)
- 2005: Prawo i bezprawie (detektyw Chris Ravell)
- 2006: Brother's Shadow (Jake Groden)
- 2006: Moonlight Serenade (David Volgler)
- 2006: Ptasia grypa w Ameryce (gubernator Mike Newsome)
- 2008: Winter of Frozen Dreams (Eisenberg)
- 2008: Iron Cross (Ronnie)
- 2008: The Understudy (Jonny)
- 2009: Miłość i inne komplikacje
- 2012: Dorwać gringo